# Zabiba

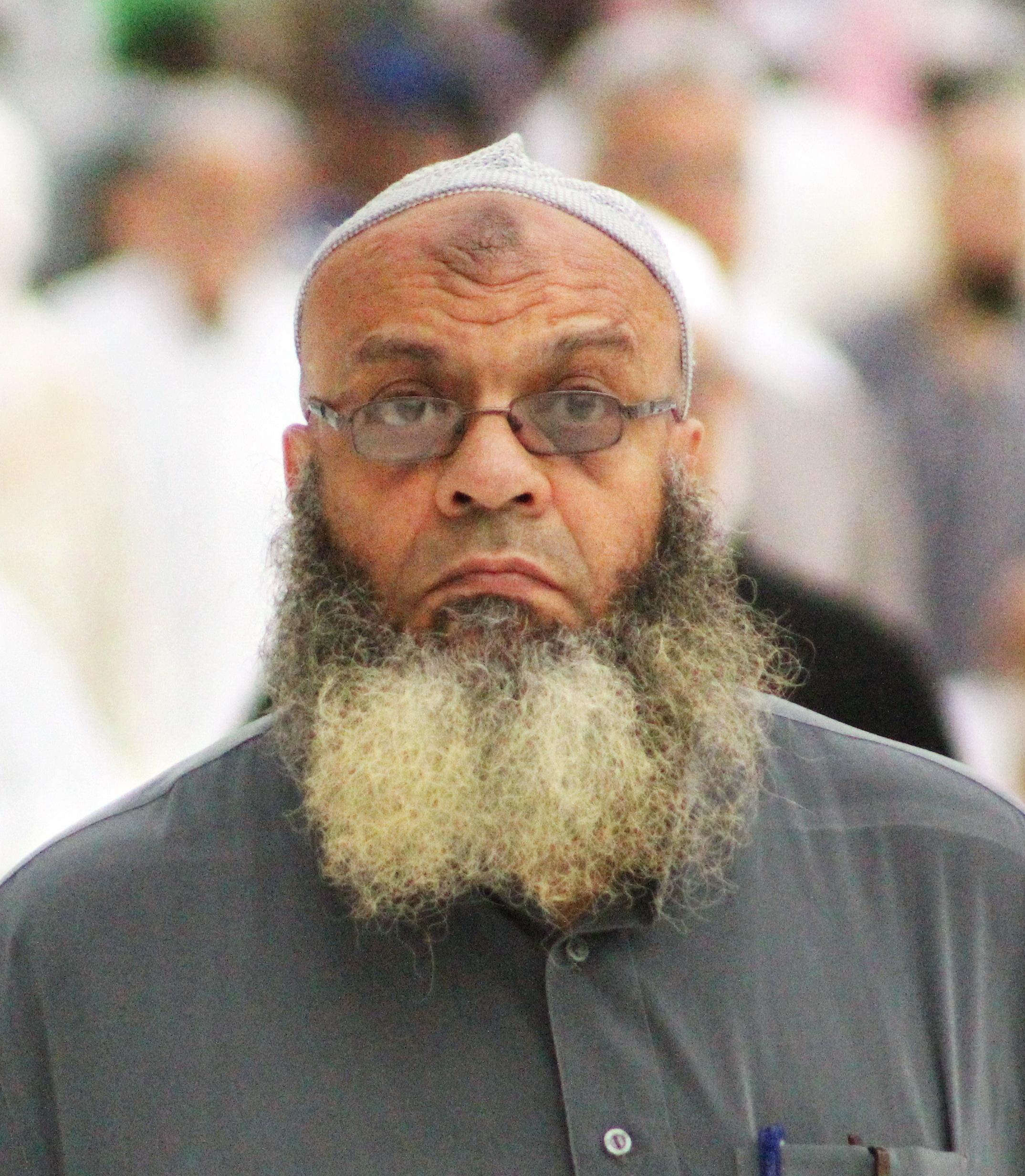
Un peregrí amb una zabiba a la sortida de la mesquita al-Haram, a la Meca.

La zabiba (àrab: زبيبة, zabība, literalment ‘pansa’) és una marca sobre el front d'alguns musulmans provocada per la fricció generada pel contacte regular del front amb la catifa de pregar. Si un musulmà efectua cinc pregàries diàries això implica posar en contacte el front almenys 34 vegades al dia (dues vegades per raqa, o unitat de pregària).
Alguns musulmans creuen que el Dia del Judici Final aquesta marca emetrà una intensa llum.